# سیاست اقتصادی حسن روحانی
دیدگاه‌های اقتصادی حسن روحانی هفتمین رئیس‌جمهور ایران در بلند مدت توسعه اقتصادی و در کوتاه مدت افزایش قدرت خرید خانوارها، رشد تولید ملی، افزایش کافی سرمایه‌گذاری، اجرایی شدن سیاست‌های کلی اصل ۴۴ قانون اساسی و بهتر شدن فضای کسب‌وکار می‌باشد. حسن روحانی معتقد است در کوتاه مدت، بهتر شدن وضع اقتصادی مردم باید با افزایش قدرت خرید خانوارها و کم شدن فاصله درآمدی دهک‌های بالا و پایین محقق شود. وی کسب این اهداف را در گرو تولید ثروت ملی و توزیع عادلانه ثروت ملی می‌داند. حسن روحانی بر این باور است که اگر ثروت ملی تولید نشود، باید فقر توزیع شود. وی می‌گوید تولید ثروت ملی باعث افزایش درآمد واقعی سرانه می‌گردد و توزیع عادلانه ثروت ملی با هدف افزایش کمک‌های مستقیم و غیرمستقیم به قشرها کم‌درآمد می‌باشد. روحانی مقصود اقتصادی دولت تدبیر و امید را در دوره ۱۳۹۲ تا ۱۳۹۶، افزایش درآمد واقعی خانوارهای ایرانی و افزایش کمک‌های مستقیم و غیرمستقیم به قشرها کم‌درآمد برشمرده است. او گام اول دولت خود را احیای سازمان مدیریت و برنامه خوانده‌است. حسن روحانی به توزیع بهینه یارانه‌ها، کنترل نقدینگی و تورم، افزایش رشد اقتصادی، کاهش واردات اعتقاد دارد.
حسن روحانی گفته‌است با توجه به آثار مخرب تورم در اقتصاد خانوار و در سطح ملی، مهار تورم با جدیت و با چهار روش در «دولت تدبیر و امید» دنبال خواهد شد.
وی می‌گوید اجرای قانون بهبود مستمر محیط کسب‌وکار برای سامان‌دهی اقتصاد ایران ضروری است و بایستی دولت تدبیر و امید با شتاب بیشتر آیین‌نامه‌های ناظر بر این قانون را نهایی‌کرده و قانون را اجرایی نماید. من بر این باورم که دولت باید ناظر و سیاست‌گذار دقیق باشد و از اقتصاد دستوری بپرهیزد و مجال بدهد فعالان اقتصادی امور تصدی‌گری اقتصاد را در دست بگیرند.
حسن روحانی در خصوص خط مشی اقتصادی دولت می‌گوید که در این زمینه روش‌های مختلفی وجود دارد؛ یک روش معتقد است دولت باید پروژه اجرا کند، روش دوم معتقد است دولت باید اعتبارات را تقسیم کند و روش سوم می‌گوید دولت باید به دنبال خصوصی‌سازی باشد روش چهارم هم معتقد است وظیفه اصلی دولت این است که محیط کسب و کار را آماده و بهبود بخشد تا تولید در بخش صنعت و کشاورزی و خدمات رونق پیدا کند.
روحانی پیش از انتخابات در جمع مردم کردستان بر فعال کردن بازارچه‌های مرزی تأکید کرده بود.
وی معتقد است ما در حال حاضر بیش از چهل و یک هزار واحد صنعتی نیمه تمام داریم که چنانچه فقط ۳۴ هزار میلیارد تومان اعتبار در اختیار واحدها گذاشته شود این واحدها هم کامل می‌شوند و هم ۴۹۹ هزار نفر مشغول به کار می‌شوند. در بخش تولیدی اگر ثبات برقرار شود و مقررات اقتصادی تغییر نکند همه فعال می‌شوند و همچنین اگر ما بتوانیم رونق اقتصادی را درست کنیم مشکل بیکاری حل می‌شود.
روحانی می‌گوید اکنون با یک تدبیر درست می‌توان واحدهای تولیدی را فعال کرد و اشتغال به وجود آورد که این نیازمند وجود ثبات است. چرا که گاهی در عرض یک ماه ۵۰ بار مقررات اقتصادی کشور تغییر می‌کند.
حسن روحانی در ۲۳ تیر ۱۳۹۲ در مجلس شورای اسلامی گفت «این نخستین بار است که پس از دوران جنگ ایران و عراق در دو سال متوالی، رشد اقتصادی ما منفی است. این برای اولین بار است که در کنار رشد اقتصادی منفی، کشور با تورم بسیار بالایی مواجه است. بیشترین تورم در منطقه و شاید در جهان، اینکه کشور با تورم ۴۲ درصد و بیکاری مواجه است.»
حسن روحانی برای تشکیل کابینه دولت تدبیر و امید، چهار کارگروه اقتصادی، سیاست خارجی، سیاست داخلی و مسائل فرهنگی و اجتماعی را تشکیل داده‌است که زیر نظر این چهار کمیته؛ ۲۰ کارگروه مشغول به کار هستند، از ۵۰۰ نفر از صاحبنظران و شخصیت‌های فرهیخته، دانشگاهی با سابقه کار اجرایی یا قانون‌گذاری و بسیاری از تشکل‌های مردمی نیز استفاده کرده‌است.
وی می‌گوید در اقتصاد زمینه را برای فعالیت مردم مهیا می‌کنم و مصمم هستم که شکاف‌های اجتماعی را از بین ببریم و سرمایه ملی را افزایش دهم.
حسن روحانی به مناسبت هفته دولت گفت ظرف ۱۰۰ روز اول دولت حتی کوتاه‌تر از آن اقدامات فوری اقتصادی انجام خواهیم داد و در دومین روز از هفته دولت کارگروهی تشکیل تا ظرف ۱۵ روز موانع و مشکلات اقتصادی را بررسی و راه کارهای آن را مشخص کنیم.
حسن روحانی در خصوص اقتصاد کشور در سال ۱۳۹۱ گفت متأسفانه بر اساس گزارش‌های مرکز آمار و بانک مرکزی، رشد اقتصادی کشور در سال ۱۳۹۱ رشدی منفی است. هنگامی که رشد اقتصادی کشوری منفی می‌شود این به معنای به وجود آمدن شرایط رکود و عدم رونق است که امروز این رشد منفی را بر اساس آمار هم در صنعت، کشاورزی و هم در بخش خدمات و نفت و گاز شاهد هستیم. هنگامی که کشوری با رکود مواجه می‌شود بهترین راه حل اقتصادی آن انجام اقدامات انبساطی به معنای تزریق پول برای ایجاد رونق است؛ اما اگر این رکود همراه با تورم نیز باشد تزریق پول موجب افزایش بیشتر تورم خواهد شد.
روحانی می‌گوید دولت به دنبال آن است که به سمت تک نرخی شدن ارز حرکت کرده و شرایط را برای روند بهتر هدفمندی یارانه‌ها آماده کنند؛ ضمن اینکه دولت می‌خواهد حرکت بخش اقتصادی به سمت رونق اقتصادی باشد و در این مسیر می‌خواهد تا آنجا که امکان دارد از استقراض بانک مرکزی پرهیز کند.
رئیس‌جمهور ایران در نشست خبری پس از سفر نیویورک (۱۳۹۲) در پاسخ به سؤالی در خصوص بهبود اوضاع اقتصادی ایران با توجه به تحریم‌ها گفت: اقتصاد ایران کاستی‌هایی داشت و این را کم و بیش همه می‌دانستیم. من قبل از ریاست جمهوری مسوولیت یک مرکز تحقیقاتی را به عهده داشتم و از بسیاری آمارها آگاه بودم. وی افزود :من و رقبای انتخاباتی بر روی یکی از مسایلی که تأکید می‌کردیم، مشکلات اقتصادی و راه حل‌ها برای رفع آن بود. بعد از تصدی مسوولیت، با همه آمار و ارقام آشناتر شدم. به مردم خود قول داده‌ام بعد از ۱۰۰ روز به مردم گزارش ارائه دهم و امید است در این مدت، همه ابعاد مختلف مسایل اقتصادی و البته در کنار آن سایر مسایل اجتماعی و فرهنگی به آمار دقیق تری برسیم. دولت من متعهد است که در این دوره همه ارقام و آمار به صورت شفاف به اطلاع مردم برسد. من این را برای ایجاد اعتماد بیشتری بین دولت و مردم و برای اینکه اقتصاددانان و سایر مسوولان در بخش‌های دیگر بتوانند بهتر برای آینده برنامه‌ریزی کنند، ضروری می‌دانم. وی اضافه کرد به سخنگوی دولت دستور داده شده که اطلاعات لازم از شرایطی که برای دولت پیش می‌آید را با مردم در میان بگذارد. خود رئیس‌جمهوری هم متعهد است در فرصت لازم گزارش‌هایی به‌طور مستقیم به مردم ارائه کند. حسن روحانی اظهار امیدواری کرد که فاصله زمان این گزارش دهی‌ها طولانی نباشد. رئیس‌جمهور ایران گفت: امروز می‌بینم که شرایط بدتر از آن چیزی است که می‌گفتیم و می‌دیدیم، اما همه ما به آینده امیدواریم و مشکلات اقتصادی ایران قابل حل است و امید داریم مردم ایران از این دولت حمایت کنند. با مشارکت مردم هر مشکلی را می‌توانیم حل و فصل کنیم. امید و حمایت مردم از دولت بیش از حد انتظار است، بنابراین آینده ما روشن و آینده ما آینده‌ای خواهد بود که مردم در رفاه و راحتی بیشتری باشند.

## رشد تولید ملی
حسن روحانی معتقد است که تولید ملی بایستی به اندازه کافی رشد پیدا کند تا اقتصاد شکوفا گردد و نهایتاً" وضع زندگی مردم بهتر شود. وی علت کم شدن درآمد حقیقی مردم در سال‌های پیشین را در کافی نبودن رشد تولید ملی ذکر می‌کند. حسن روحانی شاخص‌ترین علت کاهش درآمد حقیقی مردم را در کاهش یافتن رشد تولید ملی ذکر کرده‌است. وی بالا رفتن تولید ملی را در رشد سرمایه‌گذاری، رشد بهره‌وری و رشد اشتغال می‌داند. حسن روحانی گفته‌است که دولت تدبیر و امید برای رشد تولید ملی برنامه‌ریزی عملیاتی دارد.

## طرح رونق اقتصادی کوتاه مدت
روحانی در شهریور ۱۳۹۲ گفت در هفته دولت اعلام شد که در اولین جلسه دولت از ستاد اقتصادی خواسته می‌شود طی ۱۵ روز طرحی را ارائه کند که موانع رونق اقتصادی و راه حل‌های کوتاه مدت آن ارائه شود. نام این طرح را باید طرح رونق اقتصادی برای کوتاه‌مدت بگذاریم. ظرف ۱۵ روز طرح ستاد اقتصادی دولت در جلسه هیئت وزیران مطرح شد. این طرح دارای ۲۵ بند به صورت عمومی، ۹ بند ویژه بانک مرکزی و یک بند هم برای پایش است که وزارت اقتصاد این پایش را ماهی یک بار گزارش می‌دهد. این طرح در اختیار مردم قرار می‌گیرد و سخنگوی دولت آن را توضیح می‌دهد. اساس این طرح در واقع روان‌سازی تولید، اشتغال‌زایی و کاهش تشریفات اداری است. وی با اشاره به سه برابر شدن نرخ دلار در سال‌های اخیر گفت: در این شرایط تولیدکننده باید نقدینگی‌اش را سه برابر می‌کرد و از سویی بانک‌ها هم به خاطر عدم پیش‌بینی آینده، نگران بودند. در این شرایط رقم اعتبارات اسنادی از ۱۰ درصد تا ۱۳۵ درصد افزایش یافت که این امر مانع بزرگی برای تولید شد. ما در این طرح اقتصادی مطرح کردیم که بانک‌ها برنامه‌ریزی کنند تا رقم اعتبارات اسنادی حداکثر تا ۳۰ درصد افزایش یابد.

## تورم
روحانی می‌گوید در دولت اصلاحات رابطه‌ای با جهان داشتیم که به ما پیشنهاد کردند هر میزان می‌خواهیم وام با بهره کم بگیریم. بانک مرکزی در همان وقت اعلام کرد ما به وام نیاز نداریم چطور هاشمی با نفت ۱۴ دلار کشور را بعد از جنگ اداره کرد. دولت خاتمی با نفت ۱۵ دلار کشور را اداره کرد. روزی که خاتمی دولت را تحویل داد تورم ۴/۱۰٪ بود و امروز تورم نقطه به نقطه بالای ۴۰٪ است. در حالی که در این دوره ۷۵۰ میلیارد دلار درآمد ارزی داشتیم. حسن روحانی پیش از انتخابات گفت در حوزه مسائل اقتصادی زمینه‌ای فراهم خواهد شد که گرانی و تورم مهار شود.
وی در دومین نشست خبری خود دربارهٔ شکاف طبقاتی، تورم، افزایش دستمزد و سقوط ارزش پول گفت: «اصل این موضوع کاملاً قبول است، یعنی بین افزایش دستمزد و تورم فاصله وجود دارد و این شکاف باعث فشار بر زندگی مردم به خصوص کارگران می‌شود. دولت مصمم است که این شکاف را پر کند و این مشکل را حل نماید ولی اجرای برنامه زمان‌بندی چطور خواهد بود وابسته به شرایط و بررسی‌هایی است که ما انجام می‌دهیم.»
حسن روحانی می‌گوید هنگامی که کشوری با رکود مواجه می‌شود بهترین راه حل اقتصادی آن انجام اقدامات انبساطی به معنای تزریق پول برای ایجاد رونق است؛ اما اگر این رکود همراه با تورم نیز باشد تزریق پول موجب افزایش بیشتر تورم خواهد شد. حسن روحانی با اشاره به اینکه بر اساس آمار بانک مرکزی، تورم کشور در پایان تیر ماه ۳۷٫۵ درصد بوده و تورم نقطه به نقطه ۴۴ درصد است، گفت: این به معنای آن است که هرگونه تزریق پول باعث می‌شود این تورم افزایش یابد. یکی از عوامل تورم استقراض از بانک مرکزی بوده‌است. یکی دیگر از مشکلات در زمینه اقتصاد، نقدینگی بسیار بالایی است که امروز در کشور وجود دارد. رقم نقدینگی کشور در پایان تیر ماه ۴۷۹ هزار میلیارد تومان بوده‌است. این نقدینگی بالا همانند سیل مخربی است که به هر سمت برود قیمت‌ها را آنچنان افزایش می‌دهد که اوضاع از دست دولت خارج خواهد شد.
حسن روحانی در تاریخ ۱۹ شهریور ۱۳۹۲ در نخستین گفتگوی تلویزیونی خود گفت راه حل‌های رکود تورمی، راه‌های میان‌مدت و بلندمدت است. برنامه ما در بودجه سال ۱۳۹۳ آغاز می‌شود. از هم‌اکنون به وزارت اقتصاد و دارایی و ستاد اقتصادی دولت اعلام شده برنامه‌های میان‌مدت و بلندمدت را برای مبارزه با رکود و تورم تهیه کند.

## اولویت‌ها
حسن روحانی هفتمین رئیس‌جمهور ایران با تشکل کارگروه اقتصادی اولویت‌های اقتصادی خود را این گونه اعلام کرده‌است:
- مهار نقدینگی در جامعه
- نحوه کسری جبران بودجه سال ۱۳۹۲
- تأمین یارانه‌های نقدی
- بازگشت ارزش ریال
- دلار تک نرخی

## اقتصاد مقاومتی
روحانی نظراتش دربارهٔ اقتصاد مقاومتی این است که «اقتصاد مقاومتی به این معنا هست که برویم به سمت تولید داخلی اقتصاد مقاومتی به این هست که ما کاری بکنیم که اهداف اقتصادی مان را دنبال کنیم به آن رشد هشت درصد بتوانیم برسیم اقتصاد مقاومتی این است که نگذاریم بیکار در جامعه ما باشد اقتصاد مقاومتی این است خرج‌های بی جای دولت را کم کنیم اقتصاد مقاومتی این است که به جای شعار برنامه‌ریزی کنیم کار کنیم اقتصاد مقاومتی این است که مداوم واردات زیاد نشه مداوم تولید داخلی ما افزوده بشه اقتصاد مقاومتی به این هست که ما با استقامت اهداف اقتصادی ما من‌جمله چشم‌انداز را با همان قدرت دنبال کنیم اقتصاد مقاومتی این است دنیا می‌خواهد ما را منزوی کند.»
روحانی می‌گوید «اقتصاد مقاومتی یعنی اقتصاد استقامتی، ما باید مقاومت را ادامه دهیم اما نه برای کوتاه‌مدت، بلکه برای بلند مدت. اقتصاد مقاومتی به معنای اقتصاد ریاضتی نیست بلکه این معنا را می‌دهد که ما باید به سمت تولید داخلی برویم و کاری کنیم که اهداف اقتصادی دنبال شود تا به رشد ۸ درصدی برسیم و نگذاریم در جامعه بیکاری باقی بماند. اقتصاد مقاومتی یعنی خرج‌های دولت می‌بایست کاهش پیدا کند، ادامه داد: واردات می‌بایست کاهش پیدا کرده و تولیدات داخلی زیاد شود لذا باید با استقامت اهداف اقتصادی از جمله چشم‌انداز را دنبال کنیم و نگذاریم در حوزه اقتصاد و سیاست در دنیا منزوی شویم. می‌بایست با اقتصاد مقاومتی توطئه‌های دشمن نقش برآب شوند، گفت: در این راستا رفاه برای مردم خلق می‌شود و این کار امکان‌پذیر است چرا که ایران منابع غنی و سرمایه انسانی ارزشمند دارد؛ در این جامعه ۴ میلیون دانشجو و تعداد زیادی استاد و متخصص و مدیر وجود دارد، لذا با سعه صدر و برنامه‌ریزی، همه مشکلات حل می‌شود.»

## سرمایه‌گذاری
روحانی معتقد است که افزایش کافی سرمایه‌گذاری و رشد آن باعث رشد تولید ملی، افزایش درآمد واقعی خانوارها و در نهایت بهبود معیشت مردم می‌گردد. وی رشد سرمایه‌گذاری در سال‌های گذشته را به شکلی نزولی ترسیم می‌کند. حسن روحانی می‌گوید با وجود این که بهای نفت از ۵۰/۶ دلار برای هر بشکه به ۱۰۷/۴ دلار افزایش یافته‌است ولی سرمایه‌گذاری در کشور صورت نگرفته‌است. وی بر این باور است برای رشد سرمایه‌گذاری‌های لازم در جهت بهتر شدن وضعیت اقتصادی مردم باید در کنار منابع دولتی، از منابع غیردولتی به‌نحو مطلوب برخوردار بود.

## پیمانکاران
حسن روحانی دربارهٔ مشکل پیمانکاران، گفت: در این مورد معاونت برنامه‌ریزی با دستگاه‌های مربوطه باید تمام بدهی دولت را تقدیم کند و راه تسویه حساب ظرف دو ماه مشخص شود. این که پیمانکاران احساس کنند از دولت طلبکار هستند و دولت آن‌ها را رها کرده‌است، درست نیست و ما دستورالعمل داریم تا تمامی موارد بدهی دولت را تقدیم کنیم و راه تسویه حساب در کوتاه مدت باز شود.

## نفت و گاز
روحانی با بیان اینکه درآمد اصلی کشور متأسفانه در سال‌های گذشته متکی به نفت بوده‌است، تصریح کرد: کشورهای غربی فشار اصلی خود را بر درآمد اصلی کشور گذاشتند و امروز فروش نفت ما حداقل یک میلیون بشکه در روز کاهش یافته و بنابراین درآمد اصلی کشور با مشکل مواجه است و با توجه به تحریم در بخش پتروشیمی و کالاهای دیگر ما با مشکل در سایر بخش‌های غیرنفتی هم مواجه خواهیم شد.
حسن روحانی مسائل مربوط به بخش نفت و گاز را از دیگر موضوعاتی دانست که دولت با آن مواجه است و اظهار داشت: ما در بخش گاز با مشکلات مضاعفی روبرو هستیم؛ چرا که در برخی بخش‌ها به دلیل عدم وجود گاز، از فراورده‌های گران‌تر نسبت به آن استفاده می‌کنیم. روحانی با بیان اینکه از سوی دیگر به دلیل کمبود گاز، پتروشیمی کشور با مشکلاتی روبرو می‌شود، تصریح کرد: تلاش فوری دولت این است که در موضوع نفت و گاز دست به اقدامات فوری بزند که این اقدامات در هفته‌های اول پس از روی کار آمدن دولت آغاز شده‌است.
حسن روحانی در نخستین گفتگوی زنده تلویزیونی خود گفت در بخش تولید گاز شاهد تولید به اندازه کافی نیستیم. بسیاری از نیروگاه‌ها، نفت و گاز و نفت کوره مصرف می‌کنند که هزینه آن حدود هفت میلیارد دلار بوده و تا پایان سال به هفده میلیارد دلار می‌رسد، پس در زمینه تولید گاز باید حرکت سریع داشته باشیم تا این هفده میلیارد دلار هزینه که بر دوش جامعه است، برداشته شود و با ۱۰ میلیارد دلاری که درآمد خواهد داشت شاهد ۲۷ میلیارد دلار خواهیم بود که بسیار تأثیرگذار است. حسن روحانی در خصوص حوزه پارس جنوبی گفت دولت در این زمینه اقدام‌های لازم را انجام خواهد داد و فاز ۱۲، ۱۵ و ۱۶، ۱۷ و ۱۸ در اولویت است. وزیر نفت (بیژن زنگنه) به ما قول داده‌است تا پایان سال بتواند روزانه ۳۰ میلیون متر مکعب به تولید گاز افزوده شود. وی با اشاره به اینکه ظرفیت و تولید نفت پایین آمده‌است، گفت تصمیم این است که تولید نفت را به چهار میلیون بشکه برسانیم که به تبع آن صادرات هم افزایش خواهد یافت، چون ظرفیت تولید نفت برای کشور ما به لحاظ استراتژیک بسیار مهم است. روحانی با بیان اینکه برنامه‌مان این است که هر چه سریعتر از پالایشگاه خلیج‌فارس استفاده کنیم، گفت: با توجه به اینکه در آینده نیازمند واردات بنزین هستیم، از این طریق باید این نیاز را مرتفع کنیم.

## سیاست‌های کلی اصل ۴۴ قانون اساسی
حسن روحانی معتقد است که برای ایجاد زمینه اجرا شدن سیاست‌های کلی اصل ۴۴ قانون اساسی و انجام سرمایه‌گذاری‌های مناسب در کشور، ضروری است بازارهای رقابتی ایجاد شده و با فساد از هر نوع آن با جدیت تمام مبارزه گردد، وی معتقد است انجام سرمایه‌گذاری‌های کافی نیاز به بهبود فضای کسب‌وکار در کشور دارد.

## فضای کسب‌وکار
حسن روحانی یکی از دلایل بد بودن فضای کسب‌وکار را نبود سرمایه‌گذاری بخش غیردولتی در ایران می‌داند. وی می‌گوید دولت تدبیر و امید، ۱۰ راه‌حل برای منظم کردن و بهتر شدن فضای کسب‌وکار کشور، تهیه و آمادهٔ اجرا کرده‌است.

## بیکاری و اشتغال
حسن روحانی پیش از انتخابات ریاست جمهوری سال ۱۳۹۲ گفته بود در سال ۱۳۸۴، ۲۰ میلیون و ۸۶۰ شاغل داشتیم و در سال ۱۳۹۱، ۲۰ میلیون ۶۰ هزار نفر. این وضعیت در حالی است که قرار بود بیش از یک میلیون و ۵۰۰ هزار موقعیت شغلی در سال ایجاد شود. نخبگان به جای سودمند بودن برای ایران خود سعی می‌کنند راهی برای خروج از کشور بیابند؛ ولی باید دانست افتخار برای کشوری است که جوانان کشور در میان هم محلی‌ها، دوستان، همکارانش با کار مناسب دارای عزت و سربلندی باشد. بیکاری به دلیل این است که فضای کشور فضای بهبود کسب و کار نیست. روحانی اعتقاد دارد زمینه برای رفع بیکاری مهیا است اما مشکل این است که برنامه‌ریزی صحیح وجود ندارد.

## بودجه سال ۱۳۹۲
حسن روحانی با بیان اینکه بودجه ۲۱۰ هزار میلیارد تومانی که در اوایل سال جاری (۱۳۹۲) به تصویب مجلس رسیده از دیگر موضوعاتی است که دولت در بخش اقتصادی با آن مواجه است، گفت: این بودجه، بودجه‌ای غیرواقعی است که بر اساس گزارش مسئولان امکان تحقق آن وجود ندارد که باید اصلاح شود، چرا که در غیر این صورت توقعاتی که این بودجه در بخش‌های مختلف به وجود می‌آورد دولت را با مشکل مواجه خواهد کرد.
در این راستا دولت بحث اصلاح بودجه را به عنوان دستور اولیه کار خود قرار داد تا بتواند ارقام بودجه را تا حدودی به واقعیت نزدیک کند.
در ماه‌های اولیه سال، تحقق بودجه ۴۳ درصد بوده و در یکی دو ماه آخر که در زمینه مالیات تلاش زیادی به انجام رسید در آخر مرداد ماه درآمد بودجه‌ای کشور ۵۲٫۸ درصد بوده‌است.
حسن روحانی در جایی در خصوص بودجه گفته بود دولت با مشکلات فراوانی مواجه بوده و در شرایط بسیار سختی کار را تحویل گرفته‌است. یکی از اولین علائم این شرایط سخت آن است که از بودجه ۲۱۰ هزار میلیارد تومانی امسال در خوشبینانه‌ترین حالت بیش از ۸۰ هزار میلیارد تومان غیرقابل وصول و عددسازی محض است و این نه تنها نظر دولت فعلی بلکه نظر معاونت برنامه‌ریزی و نظارت راهبردی دولت قبل است که در قالب گزارشی در هفته‌های اول آغاز بکار دولت به بنده ارائه شد و در آن تصریح شده بود که کمتر از ۱۳۰ هزار میلیارد تومان از منابع مورد نظر بودجه سال ۹۲ قابل وصول است. دولت طی جلساتی و با تمهید منابع جدید رقم منابع بودجه سال ۹۲ را به ۱۵۰ هزار میلیارد تومان کاهش داد که امیدوارم مجلس نیز آن را بپذیرد.

## سند چشم‌انداز و اصل ۴۴ قانون اساسی
حسن روحانی در خصوص سند چشم‌انداز ۱۴۰۴ ایران و اصل ۴۴ قانون اساسی می‌گوید «در واقع بعد از بیست سال دعوا بین راست و چپ که باید استراتژی چه باشد و چگونه باشد ترسیم آینده چگونه باشد سیاست بلندمدت چگونه باشد خوشبختانه در دولت اصلاحات این سند مورد بررسی قرار گرفت در سازمان مدیریت در بخش‌های مختلف و بعد به مجمع تشخیص مصلحت نظام آمد با مدیریت حضرت آیت‌الله هاشمی رفسنجانی و تلاشی که در مجمع شد با همکاری دولت، منتهی شد به سند چشم‌انداز بیست ساله، این سند خیلی مهم بود این سند در واقع خیلی از دعواها و بحث‌ها و تضارب آرائی که در آن سال‌ها بود حل و فصل کرد استراتژی ملی را توسعه قرار داد گفت ایران کشوری است توسعه یافته، پیشرفت و توسعه شد مبنا، و این بسیار مهم بود اما وقتی ما همه تصمیم می‌گیریم روی یک مسئله‌ای و می‌گوییم استراتژی ملی باید توسعه باشد آن وقت همه باید ملتزم به آن باشیم لوازم آن را مدنظر قرار بدهیم گاهی وقتها بعضی از حرف‌ها زده می‌شود در حد حرف و بحث باقی می‌ماند گاهی وقتها بعضی از نکات گفته می‌شود به لوازمش ما توجه نداریم خود مجمع ناچار شد بعداً یک مصوبه دیگری را بگذراند که بگویم لوازم این چشم‌انداز چیست چون دید چند سال گذشته و به این چشم‌انداز عمل نشد به لوازمش متعهد نبودند در مقام عمل، بنابراین چشم‌انداز بیست ساله بسیار مهم است ولی متأسفانه بیش از یک سوم از زمان اجرایش گذشته و ما الان از چشم‌انداز بسیار عقبیم خب شما می‌دانید طبق چشم‌انداز بنا بود که نرخ رشد ما هشت درصد باشد حداقل، آن هم هشت درصد به‌طور مستمر و خب در برنامه پنج ساله‌ای که برنامه چهارم بود که در واقع چهار سال گذشت و این برنامه تمام شد به جای رشد هشت درصد شد رشد چهار و نیم، بعد هم که رشد در این سال‌های اخیر کمتر شد الان رشد سالی که گذشت که هنوز اعلام رسمی نشده و گفته می‌شود که منفی است بنابراین ما الان از چشم‌انداز خیلی فاصله داریم راهش این است یک رشد بسیار پرشتابی را آغاز کنیم خیلی مهم است همه تصمیم بگیریم برای توسعه، در مقام عمل خیلی حرف‌ها زده می‌شود و خیلی رفتارها نشان داده می‌شود که این رفتار و عمل با آن توسعه و پیشرفت سازگاری ندارد این دهه هم که دهه پیشرفت و عدالت است اگر ما در مقام عمل همه متعهد باشیم البته که رئیس‌جمهور نقش بسیار زیادی دارد برای اینکه دستگاه‌های اجرایی خودش را بسیج کند و بتواند عقب ماندگی را اولاً جبران کند و بعد هم در فرصت باقی‌مانده به اهداف چشم‌انداز برسد یک بخش برای رسیدن به توسعه مورد نظر چشم‌انداز همین اصل چهل و چهاری است که شما اشاره کردید اصل چهل و چهار، رهبری معظم فرمودند انقلاب اقتصادی است اما متأسفانه این انقلاب تحقق پیدا نکرد یعنی قرار بود که ما بخش‌های بزرگی از صنعت را به مردم واگذار کنیم یادمان نرود هر کجا به مردم تکیه کردیم پیروز شدیم هر وقت اسم مردم بردیم کار دیگر کردیم موفقیت یا نداشتیم یا بسیار اندک بود در اصل چهل و چهار بسیاری از بنگاه‌ها به ظاهر خصوصی شد واگذار شد به بخش خصوصی به ظاهر اما آمار و ارقام می‌گوید فقط سیزده و نیم درصد به بخش خصوصی واگذار شد و بقیه به شبه دولتی واگذار شد به دستگاه‌های مختلفی که شبه دولتی بودند یک بخشی هم شد سهام عدالت، در سهام عدالت درست است این سهام به مردم واگذار شد اما یادمان باشد اصل چهل و چهار برای این نبود که تنها مالکیت واگذار بشود و خصوصی بشود به غیر از مسئله مالکیت، بحث مدیریت بود مدیریت به مردم واگذار بشود بنابراین باید یک تلاش مجدانه‌ای صورت بگیرد برای اینکه اصل چهل و چهار عمل شود به نظر من تاکنون تقریباً اصل چهل و چهار عمل نشده به سند چشم‌انداز توجه چندانی نشده ما باید برگردیم به سند بالادستی خودمان به چشم‌انداز، سیاست‌های کلی اصل چهل و چهار و من معتقدم با اجرای همین دو سیاست بلندمدت و سیاست کلی، شاهد یک تحول بزرگ در کشور خواهیم بود.»

## برنامه ششم
حسن روحانی دربارهٔ برنامه ششم می‌گوید «در برنامه ششم ضمن اینکه چشم‌انداز باید مد نظر باشد سیاست‌های کلی باید مد نظر باشد واقعیت‌های امروز هم باید مد نظر باشد واقعیت‌های امروز یعنی برنامه ششم باید به زندگی مردم بهبود بدهد ثبات بدهد آرامش بدهد به جامعه و بتواند کاری بکند که مردم نسبت به آینده خودشان امیدوار باشند و بتوانند افق آینده را به خوبی ترسیم کنند.»

## نخستین نشست خبری
حسن روحانی در نخستین نشست خبری خود در تاریخ ۲۷ خرداد ۱۳۹۲، راه حل اساسی اقتصاد را رونق تولید برشمرد و گفت مقصودم از تولید تنها صنعت و کشاورزی نیست بلکه توریسم هم از همین مسائل اشتغال‌زاست. وی همچنین حل نیازهای فوری اقتصادی مردم را مهم دانست و اظهار داشت که ظرفیت‌های موجود اقتصادی فعال گردد و نواقص موجود حل شده و بخش‌های غیرفعال فعال شود و همچنین نقدینگی به سرعت کنترل و هدایت گردد. حسن روحانی دربارهٔ حل معضل بیکاری گفت: روزی که رقم بیکاری تک رقمی شد جشن پیروزی خواهیم گرفت.
حسن روحانی رسیدگی به معیشت مردم را نخستین قدم دولت جدید برشمرد و اضافه کرد که پرداخت یارانه‌ها ادامه پیدا خواهد کرد. وی همچنین بر برابری دستمزدها با نرخ تورم، احقاق مطالبات قانونی کارگران و رونق تولید تأکید کرد.

## یارانه
حسن روحانی در گفتگوی ویژه خبری با اشاره به مشکلات موجود در کشور، گفت:من معتقدم در کنار یارانه نقدی باید یارانه کالایی نیز به دهک‌های پایین جامعه داده شود، چراکه در دولت تدبیر و امید، هدف این است که در بخش اقتصادی، آرامش به مردم داده شود و مردم برای کالاهای اساسی خود نگران نباشند. وی با تأکید بر اینکه صدقه گرفتن افتخار نیست، بلکه صدقه دادن افتخار است، گفت: ما باید به نحوی حرکت کنیم که وضع مالی مردم خوب شود تا مالیات دهند و در واقع به سمتی برویم که دست دولت به سمت ملت دراز باشد نه برعکس آن.

## ثروت ملی
حسن روحانی در خصوص ثروت ملی می‌گوید: «خاک، آب، مراتع، جنگل‌ها، نفت، معادن و غیره ثروت ملی ایران هستند و باید از آن‌ها پاسداری گردد. ثروت ملی بایستی به شیوه‌ای درست استحصال و استخراج گشته و تحویل نسل فردا گردد. نباید با نداشتن برنامه و عدم کارآمدی دولت، ثروت ملی ما را دیگر حکومت‌ها به یغما ببرند و ما فقط تماشاگر باشیم. ما موظف هستیم به اسلوبی درست از این منبع خدادادی برای گسترش و توسعه کشور بهره‌برداری کنیم. خاک ارزشمند زراعت نباید با بی برنامگی تبدیل به ساختمان و آپارتمان شود. مراتع هم با نامدیریتی ویران شوند و خدای ناکرده همه ثروت‌های ملی ما از دست بروند. نکند ارز خارجی ما عامل رونق بازار دیگران باشد و با دلار خزانه ایران، اکوسیستم، باغ، مزرعه و کارخانه کشورهای دیگر رونق یابند. اگر با ادامه وضعیت کنونی ایران، تولید روز به روز کاهش و واردات به تدریج زیاد شود، آن هنگام ثروت ملی ما نه تنها برای نسل فردا، که برای سال‌های آتی هم باقی نخواهد ماند.»

## جمعیت
روحانی بر این باور است که پیشتر در موضوع جمعیت، بیشتر به بحث فضا و مواد غذایی توجه می‌شد؛ ولی در موقعیت کنونی در مبحث جمعیت، موارد گوناگون دیگری مثل تحصیلات ابتدایی، مسائل بهداشتی، مسکن، اشتغال، مسائل تربیتی، ساعات فراغت، هنجارهای اجتماعی و غیره، در کنار غذا و فضا مورد بررسی هستند. در مبحث جمعیت، یکی از موضوعات مهم، مسئله روند رشد جمعیت است و نه رقم مطلق جمعیت، که باید مورد توجه برنامه‌ریزان و سیاستگذاران کشور قرارگیرد. در کنار موضوع رشد جمعیت، ساختمان جمعیت نیز دارای اهمیت است. رشد بالای جمعیت، ساختمان جمعیتی را حاصل می‌کند که از نظر اجتماعی و اقتصادی خیلی مطلوب به‌شمار نمی‌رود. در این شرایط گاهی بیشتر از ۴۵٪ جمعیت در سنین زیر ۱۵ سال قرار می‌گیرند که احتیاج به سرمایه‌گذاری‌های اساسی آموزشی و بهداشتی دارند. در برنامه‌ریزی‌ها برای کسب به رسالت‌های بلندمدت، یکی از موارد مورد بحث، رشد جمعیت است. رشد متناسب جمعیت می‌تواند فردایی متناسب و خوب را برای مردم و دولت تجسم کند. اما نه عدد بالای جمعیت نشانه‌ای از قدرت است و نه عدد کم آن نشانه‌ای از توسعه. ساماندهی جمعیت کشور در حد توان و امکانات، ظرفیت‌های خالی و مقاصد ملی ایران می‌تواند آینده دلخواهی را بسازد.

## بیوتکنولوژی
حسن روحانی مخالف واردات محصولات بیوتکنولوژی به کشور است. وی بر ایجاد زیرساختهای بزرگ در این مقوله در کشور و نیز بهره‌گیری از فکر و درایت مدیران و تخصص و انرژی محققین برای عوض کردن موقعیت کشور در این زمینه تأکید کرده‌است. وی می‌گوید: در حالی که کشور ما از زیرساخت‌هایی در حوزه بیوتکنولوژی زراعت برخوردار است و با وجود داشتن سرمایه‌های بزرگ انسانی کارشناس و متخصص به نظر می‌رسد سهم ملت ایران از این فناوری‌ها در حال حاضر واردات محصولات حاصل از بیوتکنولوژی از خارج از کشور است. وی همچنین تأکید کرده‌است که استفاده از فناوری‌های مهندسی ژنتیک و بیوتکنولوژی نه تنها یک ضرورت بلکه گزینشی هوشمندانه و زیرکانه برای رفع مشکلات غذایی و بهداشتی و محیط زیستی ایران به‌شمار می‌رود که غفلت در دستیابی و استفاده از این فناوری‌ها بدون شک می‌تواند موجب شماتت ما به وسیله نسل فردا شود. وی می‌گوید که گسترش و پیشرفت هر کشوری مرهون تلاش مالکان دانش و فناوری است. توسعه و رفاه در کشورهای پیشرفته و صنعتی جهان به خاطر بهره‌گیری از یافته‌های علمی و تبدیل آن به فناوری و تولید ثروت بوده‌است. فناوری‌های نو به علت خصوصیات ویژه‌ای که دارند در زمره این رده اخیر هستند. ویژگی‌های اساسی فناوری‌های نو به ویژه بیوتکنولوژی و مهندسی ژنتیک در نرم‌افزاری بودن و مغزافزاری بودن آن‌ها است. این فناوری‌ها برخلاف صنایع بزرگتر، محتاج سرمایه‌گذاری چندانی نیستند و به سبب همخوانی و انطباق آن‌ها با محیط زیست مورد توجه خاصی قرار گرفته‌اند. در این بین اما فناوری زیستی تحولی را در عرصه‌های زراعت و صنایع مربوط به مواد غذایی، بهداشت و درمان، محیط زیست، معدن، صنعت و حتی حقوق و اخلاق پدیدآورده است که شاید با کمتر رشته تأثیرگذار و حیاتی دیگری قابل سنجش باشد. آفرینش دوباره حیات، ایجاد یاخته‌های بشرساخت، تولید پروتئین‌ها و سایر ترکیبات پزشکی در نباتات، کشت بیش از ۱۷۰ میلیون هکتار محصول تراریخته از جمله کشت محصولات متحمل به خشکی و کم آبیاری در قریب به ۳۰ کشور دنیا، تشخیص مرض‌های پیش از تولد، شبیه‌سازی جانوران و باز تولید نخستین حیوانات از یک قطره خون در زندگی بسیار با اهمیت و حیاتی بوده که شاید در دوره محدود زندگی ما هم تحقق یابند.
حسن روحانی پیش از برگزیدگی به ریاست جمهوری در پاسخ به سوالات انجمن بیوتکنولوژی ایران از انتصاب مشاور فناوری‌های نو ریاست جمهوری در صورت پیروزی در انتخابات به عنوان تضمینی برای پیگیری اجرای برنامه‌های ارائه شده در حوزه بیوتکنولوژی و ارتباط با انجمن‌های علمی خبر داده بود.

## مسکن
مهم‌ترین برنامه دولت تدبیر و امید در بخش مسکن، کوشش برای ایجاد مسکن ارزان است و حسن روحانی برای رسیدن به این مقصد ایجاد مسکن استیجاری و تداوم مسکن مهر را در دستور کار خود قرار داده‌است. حسن روحانی تهیه مسکن را در ایجاد آرامش روحی خانوارها مؤثر می‌داند؛ وی می‌گوید که ساخت مسکن ارزان برای مردم به ویژه نسل جوان و حل نقص‌های طرح مسکن مهر را به جهت خانه‌دار شدن مردم در دولت خود پیگیری خواهد کرد.
عباس آخوندی وزیر راه و شهرسازی در تاریخ ۲۹ مرداد ۱۳۹۲ گفت که پروژه مسکن مهر متوقف نمی‌شود. گرچه من نسبت به مسکن مهر نقد داشتم، ولی با توجه به اینکه سرنوشت حدود ۱۰ میلیون نفر به آن گره خورده، هیچ تغییر سیاستی نسبت به پروژه‌های شروع شده مدنظر نیست و سعی می‌کنیم نواقص آن را برطرف کنیم. آخوندی می‌گوید نرخ مسکن مهر افزایش نمی‌یابد. همچنین اسحاق جهانگیری می‌گوید طرح مسکن مهر شاید در اجرا مشکل داشته و نیازمند اصلاح باشد، اما در تأمین منابع مالی روش قبلی (دولت دهم) را نمی‌توان دنبال کرد. چه آنکه استقراض مستقیم از بانک مرکزی با فشار دولت به سیستم بانکی منجر به افزایش پایه پولی شده و نتیجه این می‌شود که امروز نقدینگی به حدود ۴۶۰ هزار میلیارد تومان می‌رسد و طبیعتاً تورم را به دنبال خواهد داشت. به گفته وی، دولت باید ثبات اقتصادی در جامعه ایجاد کند تا کارآفرین بتواند نرخ ارز و تورم را پیش‌بینی و براساس آن سرمایه‌گذاری کند. در اقتصاد ایران رانت‌های زیادی وجود دارد و برخی به آن دلخوش می‌کنند، اما بخش خصوصی واقعی نیازمند ثبات اقتصادی است و وظیفه اصلی دولت هم همین است.

## رابطه صنعت و دانشگاه
حسن روحانی خبر ارتباط نزدیک دانشگاه و صنعت را داده‌است و می‌گوید راه حل این است که در این امر برای دو تعریف منفعت ایجاد شود به گونه‌ای که آن صنعت‌گر یا آن زارع احساس نماید که اگر با دانشگاه در ارتباط باشد قادر است مطالباتش را با دانشگاه مطرح کند، دانشگاه آسان‌تر و ارزان‌تر موانع را از سر راهش بردارد، دانشگاه نیز احساس کند که اگر به یک علمی رسیده‌است اگر این دانش در اختیار تولید قرار داه شود می‌تواند هم به خود دانشگاه و هم به تولید یاری رساند، زیرا که در کشورهای صنعتی این تماس یک ارتباط نزدیک است و رسیدن به این رسالت در ایران هم برای دانش و دانشگاه و هم برای کار جوانان و نیز کیفیت سودمند خواهد بود.
حسن روحانی در خصوص رابطه صنعت و دانشگاه می‌گوید «ارتباط بین دانشگاه و تولید یعنی هم صنعت و هم کشاورزی و حتی در بخش‌هایی که تولید خدمات هست اگر دانشگاه فقط مرکز دانش باشد و علم و مراکز دیگر مراکز فعالیت باشد و این ارتباط از روز اول به خوبی برقرار نشود اولین مشکل این است که وقتی که دانشجوی ما فارغ‌التحصیل می‌شود کار مناسب را پیدا نمی‌کند کار مناسب را پیدا کند تجربه مناسب را ندارد در واقع علوم را ما باید تا حد زیادی کاربردی اش بکنیم این هم کمک می‌کند به دانش دانشگاه هم نزدیک می‌کند دانش را به فناوری و هم در واقع دانش و فناوری را تجاری می‌کند راه حل این است باید دو طرف احساس کنند برایشان می صرفد آن صنعت‌گر یا آن کشاورز احساس بکند که اگر با دانشگاه در تماس باشد بتواند مطالبش را و مشکلش را با دانشگاه مطرح بکند دانشگاه راحت تر و ارزانتر و بهتر می‌تواند برایش حل کند دانشگاه هم احساس بکند که اگر به یک دانشی رسیده‌است اگر در اختیار تولید بگذارد می‌تواند هم به تولید کمک کند و هم به خود دانشگاه کمک کند در کشورهای صنعتی ارتباط یک ارتباط تنگاتنگی است این ارتباط تصنعی نباید باشد باید بخش خصوصی ما و دانشگاه‌های ما بتوانند منافع مشترک را در این رابطه ببینند اگر این چنین شد این کار در مسیر خودش قرار می‌گیرد و بسیار مفید خواهد بود هم برای کشور هم برای علم هم برای دانشگاه هم برای اشتغال جوانان ما و هم برای کیفیت تولید ما. از همه نظر مفید خواهد بود. باید بخش خصوصی خودمان را تشویق کنیم بخش دولتی را تشویق کنیم دانشگاه‌ها را هم تشویق کنیم وقتی که دو طرف می‌فرمایند که دست همه بگیرند نه تنها مشکل خودشان مشکل کشور را هم دارند حل می‌کنند آن وقت این رابطه برقرار می‌شود این رابطه صمیمی باید در منافع خودشان و منافع ملت هر دو ببینند این کار راه می‌افتد یکی دو تجربه موفق اگر معرفی بشود به مردم تشویق بشود برای مردم می‌تواند این مسیر را در مسیر درست و پر شتابی قرار بدهد.»

## رشد نقدینگی در سال‌های اخیر
حسن روحانی می‌گوید رشد نقدینگی در سال‌های اخیر ۷ برابر شده‌است و قیمت کالا در طول ۸ سال گذشته ۳۰۰ درصد افزایش یافته و باید نقدینگی را به سمت تولید هدایت کنیم.
حسن روحانی نقدینگی بسیار زیاد در جامعه را به سیلی تشبیه کرد که معلوم نیست از کدام سو جاری می‌شود و گفته‌است نقدینگی بزرگی که امروز در کشور وجود دارد نیز هر از چندگاهی به یک سو جریان می‌یابد و گاهی به بازار مسکن یا ارز می‌رود و زمانی دیگر در بازار طلا و سکه جاری می‌شود. در حال حاضر رقم نقدینگی کشور ۴۹۸ هزار میلیارد تومان است که ۸ سال پیش این رقم حدود ۶۸ هزار میلیارد تومان بود و افزایش ۷ برابری آن بسیار مخرب است در سال‌های گذشته بسیاری از اقدامات با استقراض از بانک مرکزی انجام شد که بخشی از این سیل مربوط به آن استقراض‌هاست.
حسن روحانی می‌گوید در حال حاضر نیز برخی از وزرا برای استقراض بانک مرکزی به بنده فشار وارد می‌کنند که زیر بار نمی‌روم چرا که این استقراض‌ها به نقدینگی اضافه می‌شود و نقدینگی با فشاری که به بخش‌های مختلف اقتصادی به بار می‌آورد آثار مخربی به جا می‌گذارد.

## رشد اقتصادی در سال‌های اخیر
روحانی می‌گوید رشد اقتصادی کشور در سال ۱۳۹۱ طبق اعلام بانک مرکزی و مرکز آمار دولت پیشین منفی بوده‌است. وقتی رشد اقتصادی کشور منفی باشد، یعنی اینکه کشور در رکود است و این یعنی اینکه تولید رونق ندارد و نتیجه این وضع گرانی و نیاز به واردات است که همه این‌ها در شرایط کنونی متأثر از تحریم‌هاست در حالی که متأسفانه همچنان در طول سال‌های گذشته نفت به عنوان منبع اصلی درآمد دولت باقی‌مانده و مشکلات را مضاعف می‌کند و خود این تضییقات باعث می‌شود، دولت نتواند منابع درآمدی دیگری همچون مالیات را نیز تقویت کند، چرا که وقتی تولید رونق نداشته باشد، افزایش درآمد مالیاتی معنا نخواهد داشت.

## بیمه
وی می‌گوید ۵ میلیون نفر دارای بیمه خدمات درمانی هستند. ما باید بتوانیم این بیمه را گسترش دهیم و عمومی کنیم تا همه ملت ایران زیر پوشش این بیمه قرار گیرند.

## صادرات
حسن روحانی می‌گوید اقتصاد ما در صادرات و واردات با اقتصاد جهان پیوند خورده‌است. آمار و ارقام به شما می‌گوید بزرگ‌ترین درآمد ارزی و حتی ریالی را صادرات می‌سازد. صادرات نفتی و در کنار آن صادرات غیرنفتی.

## اقتصاد رقابتی
حسن روحانی در رابطه با رقابت در اقتصاد می‌گوید بدون قدرت رقابت با دنیا شما (خطاب به نخبگان) اقتصاد پایدار نخواهید داشت. ایده، طرح‌های تحقیقاتی و اختراع‌تان و در نهایت حضور آن‌ها در صنعت و بازار در صورتی پایدار می‌ماند که توان رقابت با دیگران را داشته باشد والا واردات ارزان باکیفیت از کشورهای دیگر تولید شما و به‌طور طبیعی ایده و فکر شما را از صحنه خارج می‌کند. وی با بیان اینکه ما باید توان رقابتی با دنیا را داشته باشیم و برای تحقق این امر نمی‌توانیم دور کشور حصار بکشیم، گفت: البته در کنار آن باید خود را باور کنیم، به خود اعتماد کنیم و استقامت و مقاومت نیز داشته باشیم و در برابر نقشه دیگران نهراسیم.

## نسبت بین پیشرفت و عدالت
حسن روحانی در خصوص نسبت بین پیشرفت و عدالت بر این باور است که «اصل پیشرفت که چشم‌انداز بیست ساله است ایران کشوری است توسعه یافته، توسعه، پیشرفت، هدف اصلی است و در چشم‌انداز است و البته توأم با عدالت، عدالت یعنی چه؟ عدالت یعنی هر چیزی سر جای خودش باشد عدالت یعنی چه؟ عدالت یعنی به کسی ظلم نشود عدالت یعنی تولیدگر به حقش برسد کارگر به حقش برسد عدالت معنایش این است که در یک جامعه هرکس می‌خواهد حرف بزند غیر مطأطأ، لکنت نداشته باشد قشنگ بیاید نقد کند انتقاد کند حرف خودش را بزند آن جامعه علوی است اما همه ما باید بدانیم عدالت از اعتدال می‌گذرد اگر اعتدال نباشد اگر تندروی‌ها باشد ما به عدالت نمی‌رسیم عدالت می‌تواند ملتی را به عزت برساند به سربلندی برساند عدالت می‌دانید یعنی چه آقای عابدینی؟ یعنی یک مسئولی هواپیمای بلند وقتی برمی‌دارد می‌رود یک کشور دیگر، زن و بچه خودش و خبرنگار را فقط پر نکند کارآفرینان را بردارد ببرد از این ترکیه یاد بگیریم که هر جا می‌رود این نخست وزیرش صد تا دویست تا کارآفرین را همراه خودش می‌برد کسی نگوید این به معنای طرفداری از سرمایه‌دار است آقای عابدینی اگر یک شرکتی توسعه پیدا کند مهندسش هم وضعش خوب می‌شود کارگر هم وضعش خوب می‌شود تولید هم وضعش خوب می‌شود صادرات هم وضعش خوب می‌شود، ما شرایط بهتری پیدا می‌کنیم عدالت و پیشرفت چقدر قشنگ چقدر زیبا، اما همه جا عدالت، آقای عابدینی اشکال ندارد یک کلمه از صدا و سیما هم بگوییم که صدا و سیما مال همه‌مان است دیگر، رسانه ملی است دیگر، ای کاش اینجا هم عدالت بود ای کاش وقتی نقد می‌شد اگر سازنده بود ما تشکر می‌کردیم از صدا و سیما اما اگر تخریب بود اما اگر شرایطی بود تهمت بود نه اینکه طرف مرتب زنگ بزند به رئیس سازمان درخواست بکند بهش وقت بدهند یا ندهند اولاً خودش نرود دنبال تهمت، عدل، عدالت، عدالت علوی، عدالت می‌دانید از کجا می‌آید؟ از علم می‌آید از دانش می‌آید آدم دانشمند عادل متقی در خط عدالت خواهد بود به خیلی‌ها ظلم شد در رسانه‌ها حتی در صدا و سیما، ای کاش می‌شد آن‌ها می‌آمدند از خودشان دفاع می‌کردند همان شبی که بهشان تهمت زده شد خوب بود فردا صبح صدا و سیما آن‌ها را صدا می‌زد خیلی‌ها را من می‌شناسم خیلی از بزرگان خیلی از آن‌هایی که شلاق خوردند در زندان شاه، خیلی از آن‌هایی که یار نزدیک امام بودند بهشان توهین شد در رسانه، در صدا و سیما اما صدا و سیما به عدالت رفتار نکرد صدا و سیما هم باید عدالت و پیشرفت داشته باشد صدا و سیما باید پیشرفت داشته باشد کانال‌هایش زیاد بشود تصویرهایش بهتر بشود فیلم‌هایش بهتر بشود بیننده‌هایش بیشتر بشود عدالتش بیشتر بشود اخلاقش، ما می‌خواهیم یک صدا و سیمایی داشته باشیم بفروشیم به دنیا، بگوییم این صدا و سیمای جمهوری اسلامی ایران است که اگر به این آقای الف امشب توهین می‌شود ساعت بعد بهش زنگ می‌زنند می‌گویند صدا و سیما در اختیار شماست بیا همان اندازه یا دو برابر، امام به مجلس دستور داد گفت اگر از پشت بلندگوی مجلس به کسی اهانت شد بهش وقت بدهید بیاید از خودش دفاع کند، آقای عابدینی به رئیس سازمان بگویید به آن‌هایی که کم و بیش توهین می‌شود گاهی به بعضی‌ها خیلی توهین می‌شود بهشان وقت بدهند بیایند از خودشان دفاع کنند ضرر نمی‌کنیم سرمایه‌های انقلاب را تلف نکنیم این‌ها عزیز ما هستند این‌ها بزرگ ما هستند این‌ها انقلاب را درست کردند به سادگی این‌ها را از دست ندهیم هرکس هر چه می‌گوید نگوییم، گاهی دشمن می‌خواهد ما را در دام بیندازد نرویم در زمین دشمن بازی کنیم حواس مان جمع باشد.»

## گردشگری
روحانی در جمع مردم کردستان وعده داده بود با توجه به ظرفیت طبیعت، آب وهوا آثار باستانی و تاریخی، استان کردستان را می‌توان قطبی از قطب‌های گردشگری ایران کرد و باید کاری کرد که صادرکننده کالا و خدمت به کشور همسایه‌مان عراق باشیم. روحانی می‌گوید این که گردشگر وارد ایران بشود فضای فرهنگی کشور فاسد خواهد شد مثل این است که به خودمان شک کنیم.
حسن روحانی دربارهٔ جاذبه‌های گردشگری استان گلستان می‌گوید گلستان به خصوص شهر گرگان سرزمینی است که فقط صنعت گردشگری قادر است بیکاران را به اشتغال کامل برساند.

## نرخ ارز و نقدینگی
محمدباقر نوبخت معاون برنامه‌ریزی و نظارت راهبردی حسن روحانی با اشاره به نوسانات شوک‌آور نرخ ارز به اقتصاد ملی می‌گوید با همه توان با نوسانات نرخ ارز مقابله خواهد کرد تا ارزش پول ملی کاهش نیابد این در حالی است که دولت یازدهم به صورت شناور مدیریت شده، نرخ ارز را ثابت نگه خواهد داشت و تلاش خود را بر تقسیم نقدینگی کشور به تمامی بازارهای متمرکز خواهد کرد.
حسن روحانی می‌گوید دولت به دنبال آن است که به سمت تک نرخی شدن ارز حرکت کند. حسن روحانی کنترل نقدینگی و پایه پولی را از دیگر اقدامات دولت برشمرد که از طریق بانک مرکزی و به عنوان نخستین دستور دولت برای این بانک در نظر گرفته شده‌است. ما امیدواریم بتوانیم رشد نقدینگی را کنترل کرده و از این راه بتوانیم کنترل دقیقی بر موضوع تورم داشته و اجازه ندهیم تورم افسارگسیخته به همین شکل رو به افزایش باشد؛ چرا که این امر تبعات نامناسبی بر تولید خواهد داشت.
هدف اعلامی از سوی مسئولان تک نرخی شدن ارز در بازار آزاد و بانک‌ها از ابتدای پاییز ۱۳۹۳ بوده‌است که البته مشخص نیست این هدف در چه نرخی عملی خواهد شد.

## سازمان مدیریت و برنامه‌ریزی
محمدباقر نوبخت معاون برنامه‌ریزی و نظارت راهبردی حسن روحانی در مورد احیای سازمان مدیریت و برنامه‌ریزی نیز می‌گوید تشکیل این سازمان از اولویت‌های در نظر گرفته شده‌است و در ۱۰۰ روز پس از تشکیل دولت تدبیر و امید اجرایی می‌شود. با احیای مجدد سازمان مدیریت و برنامه‌ریزی دیگر برنامه‌ها و طرح‌های عمرانی و اقتصادی کشور براساس ارادهٔ شخصی رئیس‌جمهور تهیه و تنظیم نخواهد شد بلکه کابینه دولت یازدهم براساس نظرات و دیدگاه‌های کارشناسان اقتصادی و صنعتی اهتمام خود را برای اجرای برنامه‌های اقتصادی و توسعهٔ صنعتی کشور به کار می‌بندد که به ایجاد انضباط اقتصادی خواهد انجامید.

## جغرافیای اقتصادی
روحانی می‌گوید باید از مزیت‌ها، در جای جای نقاط و مرزهای ایران، بیشتر و بهتر بهره برد، مثلاً بر این باورم سواحل سیستان و بلوچستان و دریای عمان ظرفیت بالایی برای اجرای طرح‌های نو، از جمله سوخت‌گیری کشتی‌ها، به منظور ایجاد اشتغال پایدار دارند.

## کشاورزی
حسن روحانی می‌گوید در زمینه کشاورزی نیاز به انجام اقدامات بسیار فوری برای حل مشکلات کشاورزان داریم. اگر نتوانیم کود لازم را با قیمت مناسب تهیه کنیم و در اختیار کشاورز قرار دهیم و نیز قیمت مناسبی را برای محصولات تعیین کنیم خود به خود کشاورزان انگیزه و امکان اینکه بخواهند در جهت برداشت محصول مورد نظر تلاش کنند، نخواهند داشت. ما امیدواریم بتوانیم تمام تلاش لازم را در شهریور امسال (۱۳۹۲) در جهت حرکت خوب کشاورزی کشور به انجام برسانیم تا بواسطه آن هم در بحث اشتغال نتایج مثبتی کسب کنیم و هم زندگی بخش وسیعی از مردم که کشاورزان هستند را تأمین کنیم.
حسن روحانی در ۱۹ شهریور ۱۳۹۲ در گفتگوی زنده تلویزیونی گفت ما در محصولات اساسی کشاورزی مثل گندم، جو، برنج و ذرت امسال اتکایمان به واردات است و باید ۷/۵ میلیون تن گندم وارد کنیم پس در این زمینه باید در حل مشکل کود داخلی و خارجی اقدام کنیم که این موضوع تا پایان شهریور یا اوایل مهرماه ۱۳۹۲ حل خواهد شد. وی با بیان اینکه قیمت تضمینی محصولات اساسی باید روشن شود، گفت: باید سود قابل قبول در این رابطه وجود داشته باشد. حسن روحانی با اشاره به اینکه قیمت گندم قبل از انتخابات ۷۰۰ تومان بود و ما تأکید داشتیم این قیمت بالا رود و دولت قبلی آن را به ۸۰۰ تومان رساند، تصریح کرد: باید قیمت را به نقطه‌ای برسانیم که این نقطه تا آخر این هفته یا اوایل هفته آینده اعلام خواهد شد تا کشاورزان هم به صحنه بیایند.
تصمیم دیگری که در دولت گرفته شد و برای بخش کشاورزی و هم غیر کشاورزی مهم است، رفع ممنوعیت واردات ماشین‌آلات دست دوم به شرط سالم بودن است. طرح ما است که دولت ممنوعیت واردات ماشین‌آلات دست دوم (البته به شرطی که عمر آن‌ها کمتر از ۵ سال باشد و همچنین سالم باشند) را برداشت، چراکه همه می‌دانیم در بخش کشاورزی و دیگر بخش‌های تولید کسانی که در این عرصه‌ها مشغول فعالیت هستند، نیازمند ماشین‌آلات هستند و بعضاً پول کافی در اختیار تولیدکننده‌ها در این ارتباط نیست چونه قیمت ماشین‌آلات بالاست. به همین خاطر دولت این ممنوعیت را برداشت. امیدواریم که این موضوع در مسئله رونق، مؤثر باشد.
حسن روحانی در پنجاهمین روز ریاست جمهوری خود گفت ما تنها دولتی هستیم که در طول ۵۰ روز بیش از ۷۰۰ میلیارد تومان اعتبار برای ماشین آلات کشاورزی در اختیار کارآفرینان کشاورزی قرار داده‌ایم و ازسوی دیگر ۴۰۰ میلیارد تومان برای خرید کود برای کشاورزان در فصل پاییز اختصاص داده‌ایم.

## کتاب‌های اقتصادی
کتاب امنیت ملی و نظام اقتصادی ایران یکی از آثار حسن روحانی دربارهٔ مسائل اقتصادی است.